# Burghard Dedner
Burghard Dedner (* 1942) ist ein deutscher Germanist und war Hochschullehrer an der Universität Marburg.

## Leben
Dedner studierte Germanistik, Geschichte, Philosophie und Romanistik an den Universitäten Berlin, Tübingen und Aix-en-Provence. Seine Promotion erfolgte 1968. Nach Gastprofessuren in den Vereinigten Staaten war er von 1976 bis 2007 Professor für Neuere deutsche Literatur an der Universität Marburg. Seit 1981 leitete er die Marburger Forschungsstelle Georg Büchner und war seitdem Herausgeber des Georg Büchner Jahrbuchs. Er ist Mitglied der Hessischen Historischen Kommission.
Seine Forschungsschwerpunkte sind die Literaturgeschichte des 18. und 19. Jahrhunderts, Aufklärung, frühes 20. Jahrhundert, Georg Büchner und der Vormärz.

## Schriften (Auswahl)

### Monographien
- Topos, Ideal und Realitätspostulat. Studien zur Darstellung des Landlebens im Roman des 18. Jahrhunderts. Tübingen: Niemeyer, 1969.
- Carl Sternheim. Boston: Twayne, 1982.
- (unter Mitarbeit von Gerald Funk und Christian Schmidt): Georg Büchner: Woyzeck. Erläuterungen und Dokumente. Stuttgart: Reclam, 2000.

### Herausgeberschaften
- Georg Büchner: Leonce und Lena. Frankfurt a. M.: Athenäum, 1987.
- (zusammen mit Günter Oesterle): Zweites Internationales Georg Büchner Symposium 1987. Referate. Frankfurt a. M.: Hain, 1989.
- Der widerständige Klassiker. Einleitungen zu Georg Büchner vom Nachmärz bis zur Weimarer Republik. Frankfurt a. M.: Athenäum, 1990.
- Frank Wedekind: Der Marquis von Keith. München: Goldmann, 1991.
- (zusammen mit Ursula Hofstaetter): Romantik im Vormärz. Marburg: Hitzeroth, 1991.
- Das Wartburgfest und die oppositionelle Bewegung in Hessen. Marburg: Hitzeroth, 1994.
- Georg Büchner: Lenz. Frankfurt a. M.: Suhrkamp, 1998.
- Georg Büchner: Lenz. Text nach der Studienausgabe von Hubert Gersch. München: Goldmann, 1999.
- (zusammen mit Hubert Gersch und Ariane Martin): „Lenzens Verrückung“. Lebensspuren zu Jakob Michael Reinhold Lenz 1777/1778. Tübingen: Niemeyer, 1999.
- Georg Büchner: Woyzeck. Studienausgabe. Nach der Edition von Thomas Michael Mayer. Stuttgart: Reclam, 1999.
- (zusammen mit Thomas Michael Mayer): Georg Büchner: Leonce und Lena. Studienausgabe. Stuttgart: Reclam, 2003.
- Georg Büchner: Woyzeck. Leonce und Lena. Stuttgart: Reclam, 2005.
- (zusammen mit Thomas Michael Mayer) (bis 2005): Historisch-kritische Ausgabe der Sämtlichen Werke und Schriften Georg Büchners. Mit Quellendokumentation und Kommentar (Marburger Ausgabe). Mitbegründet von Thomas Michael Mayer. 10 Bände, Darmstadt: Wissenschaftliche Buchgesellschaft, 2000–2013.